# 시사저널

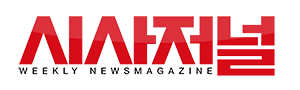
시사저널

시사저널은 1989년 10월 20일 창간한 주간 시사잡지다. 매년 창간기념호 특집으로 '누가 한국을 움직이는가'를 조사, 발표해 한국 사회의 흐름을 점검하고 있으며, 한국 언론으로는 처음으로 국회의원 평가, 종합병원 평가 등 '평가 저널리즘'을 선보이고 있다. 2006년 6월 15일 삼성 관련 기사 삭제 사태와 관련하여 기자들의 파업과 직장폐쇄 후 일부 기자들은 《시사IN》을 창간하여 독립하였다.
한편, 첫 모체 국제언론문화사가 동아실업 동아종합환경 등 계열사의 부도로 자금난을 겪어 1998년 3월 31일 최종 부도를 맞자 예음문화재단으로 넘어갔으며 이 과정에서 방송연예주간지 <TV저널> 여성월간지 <에버>가 폐간됐고 1999년 7월 19일 서울문화사가 인수하려 했으나 계약조건을 지키지 않아 무산됐으며 같은 해 8월 이영진 시인에게 넘어갔지만 이 해 10월 서울문화사가 인수했고 첫 모체 국제언론문화사 부도 당시 방송연예주간지 <TV저널> 여성월간지 <에버>가 폐간됐으며 격주간 케이블TV 프로그램 정보지 <케이블 TV가이드>는 98년 6월 <한겨레신문>이 케이블TV협회와 계약을 맺고(80호(98년 6월 16일)부터) 제작을 대행해왔으나 적자를 감당하지 못했으며 국제언론문화사는 <에버>(97년 9월 창간)에 앞서 1995년 7월 남성월간지 <더 맨>을 창간했지만 13호(96년 7월) 만에 폐간됐다.
결국 <스포츠투데이>가 143호(2001년 2월 1일)부터 <케이블 TV가이드>를 인수-발행했지만 <스포츠투데이>의 모체 넥스트미디어 코퍼레이션이 적자를 낸 잡지를 인수한 데다 당시 계열이었던 <스포츠투데이>와 《파이낸셜뉴스》 등 2개 일간지에 자사 채널의 고정 하이라이트를 내보내고 있다는 혹평을 받아오자 146호(2001년 3월 16일)부터 한국케이블TV방송협회로 발행사가 바뀌었으나 166호(2002년 1월 16일)를 끝으로 폐간됐다.

## 시사저널 사태
2006년 6월 15일 삼성 관련 기사와 관련해 삼성 쪽으로부터 전화를 받은 금창태 시사저널 사장이 기사를 뺄 것을 지시하였다. 그러나 이윤삼 편집국장, 취재총괄부장 등은 그런 요구를 거부했다. 금창태 사장은 인쇄소에 직접 나가 해당 기사를 삼성 광고로 대체했다. 6월 23일 이윤삼 편집국장의 사표가 바로 수리되었고, 8월 14일에는 장영희 취재팀장이 무기정직을 당하였다. 9월 10일에는 윤무영 기자가 3개월 정직을 당하였다. 2007년 1월 17일에는 백승기 사진부 팀장이 무기정직을 당하였다. 그리고 2월 7일에는 고재열 기자가 무기 정직을 당했다. 기자 24명 중 17명이 징계를 당했다. 첫 사태 6월 후 파업에 돌입하자 회사는 바로 직장 폐쇄를 단행했다. 그 뒤 1년 여 동안 시사저널 기자들은 ‘편집권 독립 장치 마련’을 요구하고 파업을 했다. 결국 파업에 동참한 기자 22명은 회사와 결별을 하고 2007년 8월 29일 《시사IN》을 창간하였다.

## 문화예술인 영향력 조사
시사저널은 1993년부터 문화예술인 및 스포츠인의 영향력을 조사해 순위로 매년 발표하고 있다. 1993년부터 1998년까지는 문화예술인과 연예인이, 1999년부터는 스포츠인이 추가되었고 2002년부터 문화예술인 / 연예인 / 스포츠인 3분야로 나눠 순위를 선정하고 있다.

## 같이 보기
- 시사IN